# Chionosia zonata
Chionosia zonata är en fjärilsart som beskrevs av George Francis Hampson 1900. Chionosia zonata ingår i släktet Chionosia och familjen björnspinnare. Inga underarter finns listade i Catalogue of Life.